# حصن

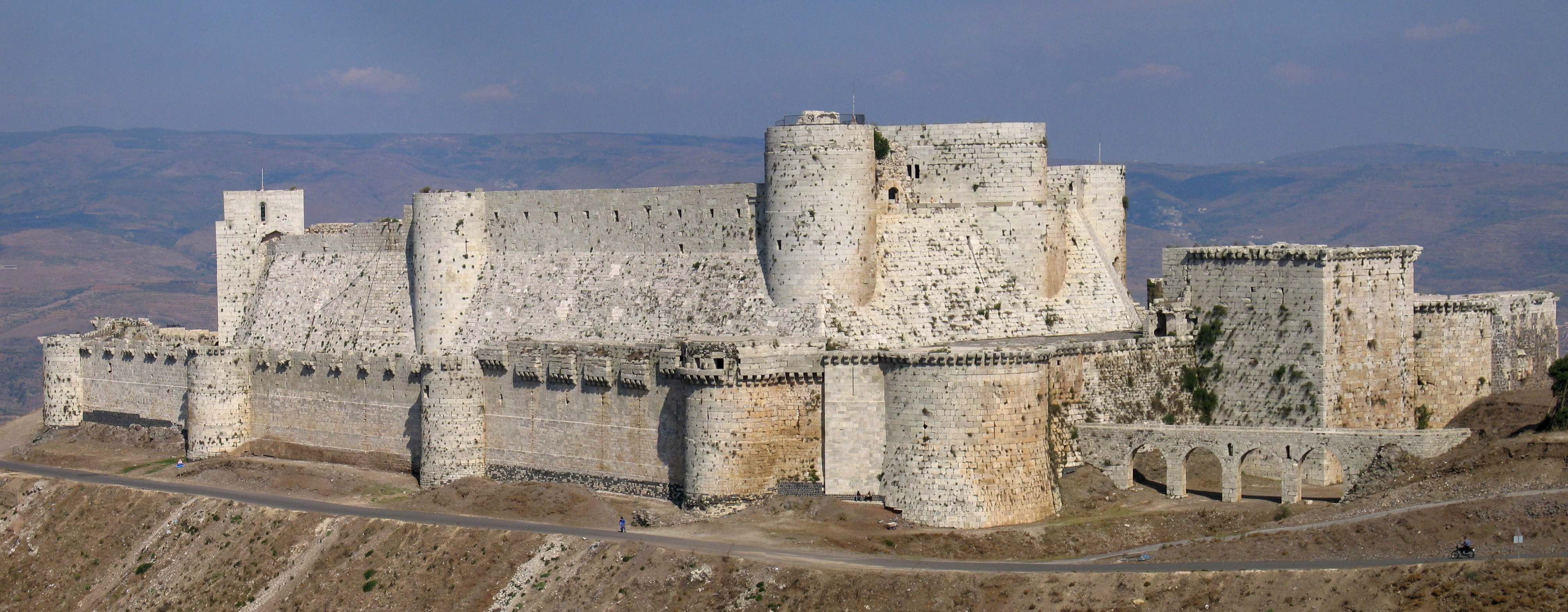
قلعة الحصن القابعة جوار حمص.

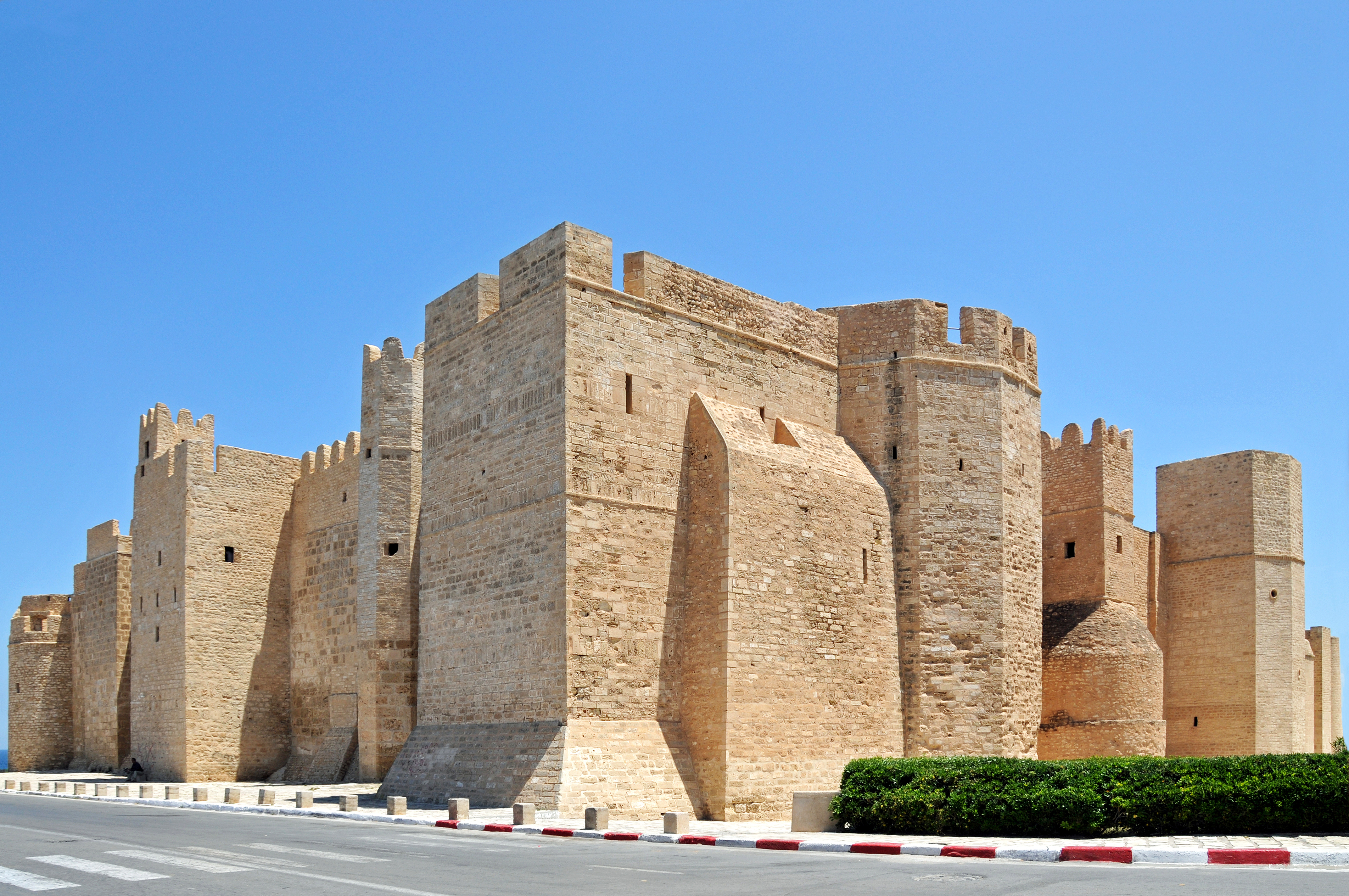
رباط المنستير.

الحصن هو بناء عسكري أو مبنى مصمم للدفاع عن الأراضي في الحرب، ويستخدم أيضًا لترسيخ الحكم في منطقة خلال وقت السلم.
منذ التاريخ المبكر جدًا حتى العصور الحديثة، كانت الجدران الدفاعية ضرورية في كثير من الأحيان للمدن من أجل النجاة في عالم متغير من الغزو والاحتلال. كانت بعض المستوطنات في حضارة وادي السند هي المدن الصغيرة الأولى التي حُصنت. في اليونان القديمة، تم بناء جدران حجرية كبيرة في يونان الموكيانية، مثل موقع موكناي القديم (المشهور بالكتل الحجرية الضخمة لجدرانه «السيكلوبية»). الفرفوريون اليوناني كان مجموعة محصنة من المباني المستخدمة كحامية عسكرية، ويعادل قلعة رومانية أو إنجليزية. خدمت هذه الإنشاءات بشكل أساسي غرض برج مراقبة، لحراسة بعض الطرق والممرات والحدود. على الرغم من أنها أصغر من القلعة الحقيقية، إلا أنها عملت كحرس حدود بدلاً من نقطة قوة فعلية لمشاهدة الحدود والحفاظ عليها.
كان فن إقامة معسكر عسكري أو بناء حصن يسمى تقليديًا «كاسترامتيشن» (بالإنجليزية:Castrametation ) منذ زمن الفيالق الرومانية. ينقسم الحصن عادة إلى فرعين: حصن دائم وحصن ميداني. هناك أيضًا فرع وسطي يعرف باسم الحصن شبه الدائم. القلاع هي حصون تعتبر منفصلة عن الحصن العام أو المعاقل إذ أنها مقر إقامة ملك أو نبيل وتتطلب منطقة دفاع محددة.
كانت الحصون الرومانية والجبلية سلفًا رئيسيًا للقلاع في أوروبا، وظهرت في القرن التاسع في الإمبراطورية الكارولنجية. شهدت العصور الوسطى المبكرة إنشاء بعض المدن التي بنيت حول قلاع.
عفا الزمن على الحصون من طراز العصور الوسطى إلى حد كبير عند وصول المدافع في القرن الرابع عشر. تطورت الحصون في عصر البارود الأسود إلى هياكل أخفض بكثير مع زيادة استخدام الخنادق والأسوار الأرضية التي تمتص وتشتت طاقة نيران المدافع. كانت الجدران المعرضة لنيران المدافع المباشرة ضعيفة للغاية، لذلك غرّقت الجدران في خنادق أمامها منحدرات أرضية لتحسين الحماية.
أدى وصول القذائف المتفجرة في القرن التاسع عشر إلى مرحلة أخرى في تطور الحصون. لم تنجح الحصون النجمية جيدًا في مواجهة آثار المواد شديدة الانفجار، إذ تتعطل الترتيبات المعقدة للحصون والبطاريات المرافقة وخطوط النار المنشأة بعناية للمدافع الحامية بسرعة بسبب القذائف المتفجرة. كانت التحصينات المصنوعة من الفولاذ والخرسانة شائعة خلال القرن التاسع عشر وأوائل القرن العشرين. إن التقدم في الحرب الحديثة منذ الحرب العالمية الأولى جعل الحصون واسعة المساحة بالية في معظم الحالات.

## التسمية
تُعرف العديد من المنشآت العسكرية الأمريكية باسم الحصون (بالإنجليزية: forts)، على الرغم من أنها ليست دائمًا محصنة. في الواقع، خلال الحقبة الرائدة لأمريكا الشمالية، أشير إلى العديد من البؤر الاستيطانية على الحدود، حتى البؤر الاستيطانية غير العسكرية، باسم الحصون بشكل عام. قد تسمى المنشآت العسكرية الأكبر قلاعًا (بالإنجليزية: fortresses)؛ وعُرفت الأصغر حجماً ذات مرة باسم المداخن (بالإنجليزية: fortalices). يمكن أن تشير كلمة «حصن» (بالإنجليزية: fortification) أيضًا إلى ممارسة تحسين دفاع المنطقة عن طريق الأعمال الدفاعية. أسوار المدينة هي تحصينات ولكن لا تسمى بالضرورة بالحصون.
سُمي فن إقامة مخيم عسكري أو بناء حصن تقليديًا بكاسترامتيشن (بالإنجليزية: castrametation) منذ زمن الفيالق الرومانية. يُدعى فن/علم فرض الحصار على التحصين وتدميره عادة بحرفة الحصار (بالإنجليزية:siegecraft ) أو صراع الحصار (بالإنجليزية: siege warfare) ويُعرف رسميًا باسم بوليسيتس (بالإنجليزية: poliorcetics). في بعض النصوص، ينطبق المصطلح الأخير على فن بناء الحصن أيضًا.
تنقسم الحصون عادة إلى فرعين: حصون دائمة وحصون ميدانية. تنشأ الحصون الدائمة في أوقات الفراغ، مع جميع الموارد التي يمكن للدولة توفيرها من المهارات البناءة والميكانيكية، ويتم بناؤها من مواد دائمة. الحصون الميدانية -على سبيل المثال المتراس المرتجل- والتي تُعرف غالبًا بالأعمال الميدانية (بالإنجليزية:fieldworks ) أو أعمال الحفر الأرضية (بالإنجليزية: earthworks)، ترتجلها القوات في الميدان، ربما بمساعدة عمالة وأدوات محلية يمكن شراؤها، ومع مواد لا تتطلب كثيرًا من التجهيز، مثل الأرض، وخشب الفرشاة، والخشب الخفيف، أو أكياس الرمل (انظر سنجار). مثال على الحصون الميدانية كان بناء فورت ناسسيتي من قبل جورج واشنطن في 1754.
هناك أيضًا فرع وسطي يعرف باسم الحصون شبه الدائمة. يستخدم هذا النوع عندما يصبح من المرغوب أثناء حملة حماية منطقة محلية بأفضل محاكاة لدفاعات دائمة يمكن صنعها في فترة قصيرة، بالمتاح من الموارد الكافية والعمل المدني الماهر. مثال على ذلك هو بناء الحصون الرومانية في إنجلترا، والأقاليم الرومانية الأخرى حيث أنشئت المخيمات بقصد البقاء لمدة معينة، لكن ليس بشكل دائم.
القلاع هي الحصون التي تعتبر منفصلة عن الحصن العام أو القلعة إذ تصف إقامة ملك، أو نبيل، وتتطلب منطقة دفاع محددة. مثال على ذلك القلعة الضخمة من العصور الوسطى في كاركاسون.

## القلاع
غالبًا ما تشير القلاع في الاستخدام الحديث إلى المساحة التي تخصصها الحكومات لمنشأة عسكرية دائمة؛ ولا يكون لها أي تحصينات فعلية في الغالب، ويمكن أن يكون لها تخصصات (ثكنات عسكرية، أو إدارية، أو مرافق طبية، أو استخبارات).
ومع ذلك، هناك بعض الحصون الحديثة يشار إليها باسم قلاع، وعادةً ما تكون حصون شبه دائمة صغيرة. في الصراع الحضري، تبنى عن طريق تحديث هياكل قائمة مثل المنازل أو المباني العامة. في الحرب الميدانية، غالبًا ما تكون من نوع بناء خشبي، أو رملي، أو ترابي.
عادةً ما تُستخدم هذه القلاع في القتال منخفض المستوى فقط، مثل نزاعات مكافحة التمرد أو الصراعات التقليدية منخفضة المستوى للغاية، كالمواجهة بين إندونيسيا وماليزيا، والتي شهدت استخدام الحصون الخشبية من قبل فصائل وسريات. السبب في ذلك هو أن الحصون الثابتة فوق الأرض لا يمكنها النجاة من أسلحة إطلاق النار الحديثة المباشرة أو غير المباشرة الأكبر من قذائف الهاون، وأر بي جي، والأسلحة الصغيرة.

## السجون وغيرها
يمكن أيضًا العثور على حصون مصممة لإبقاء سكان المنشأة في داخل المكان بدلاً من خارجه، في السجون، ومعسكرات الاعتقال، وغيرها من المرافق، مع امتلاك السجون مشددة الحماية على أقواها. تُناول ذلك في مقالات أخرى، لأن معظم السجون ومعسكرات الاعتقال ليست في الأساس حصونًا عسكرية (على الرغم من أن الحصون والمعسكرات والمدن العسكرية الحامية قد استخدمت كسجون و/ أو معسكرات اعتقال؛ مثل تيريزينشتات غيتو ومعسكر الاعتقال في معتقل غوانتانامو وبرج لندن).

## مقالات ذات صلة
- قلعة
- برج
- كوت
- قصبة
- قصر
- سور - قائمة الجدران
- كرملين (حصن)